# Peaches & Herb

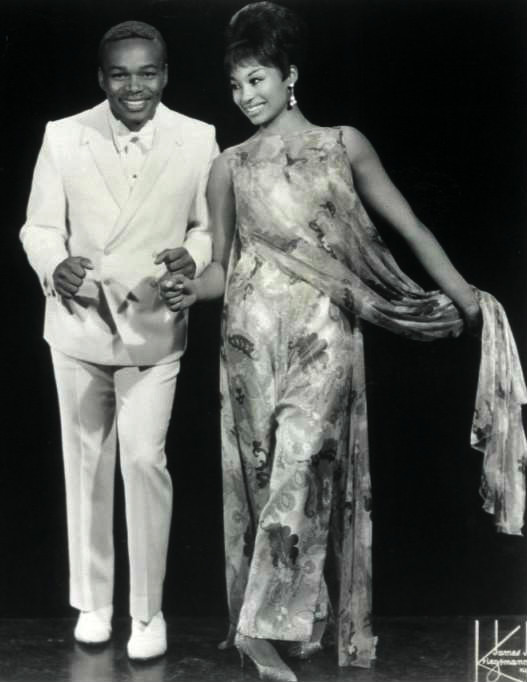
Peaches & Herb en 1968.

Peaches & Herb est un duo de chanteurs américains originaire de Washington.
Il est composé d'Herb Fame (né Herbert Feemster le 1er octobre 1942) et de plusieurs chanteuses à tour de rôle depuis 1966, la première et plus notoire étant Francine « Peaches » Hurd Barker (née le 28 avril 1947 et morte le 13 août 2005) qui donne son nom au groupe.
L'album le plus connu du groupe est 2 Hot (en) (1978) qui contient notamment le single Reunited (en).